# Sabella flabellata
Sabella flabellata är en ringmaskart som beskrevs av Savigny in Grube 1850. Sabella flabellata ingår i släktet Sabella och familjen Sabellidae. Arten har ej påträffats i Sverige. Inga underarter finns listade i Catalogue of Life.